# 圣多明我墓

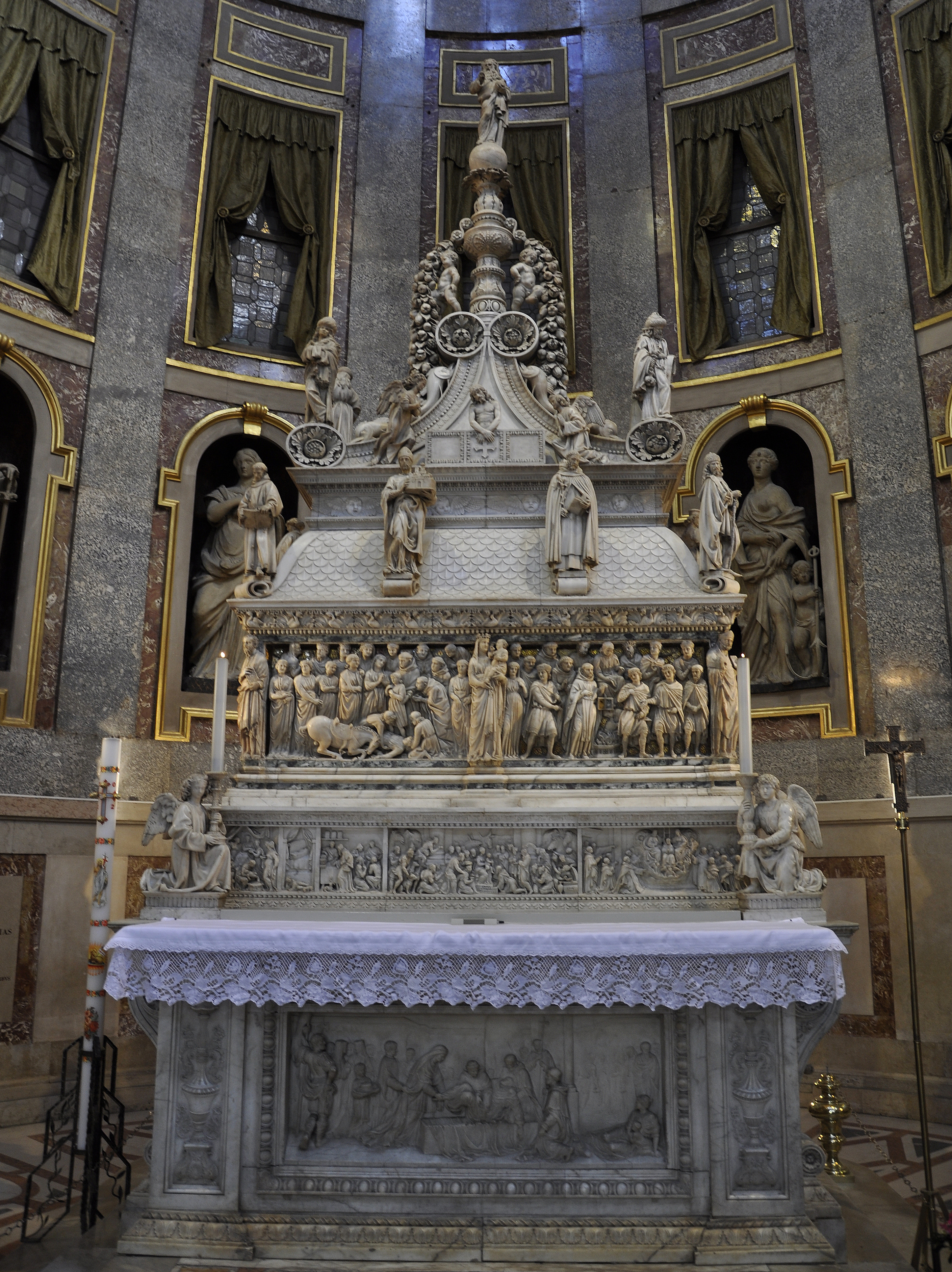
圣多明我墓

圣多明我墓（Arca di San Domenico）是一座保存圣道明遗体的纪念碑，位于意大利博洛尼亚圣多明我圣殿的圣多明我小堂。

## 历史
这部精雕细琢的艺术杰作，是由当时最优秀的雕塑家分期分步骤陆续创作，历时近500年方告完成。
1221年8月6日，圣多明我在博洛尼亚圣尼各老堂的修道院去世，被埋在祭坛后面。1228年至1240年间，圣尼各老堂进行扩建，成为圣多明我圣殿。圣徒的遗骸在1233年从祭坛后面移到一个简单的大理石石棺，位于教堂右侧走道的地板上，供信徒瞻仰。由于来瞻仰坟墓的大多数朝圣者，视线都会被前面的众多信徒遮挡，无法看到，所以有必要建一个新的小堂。
1264年，多明我会委托曾设计比萨洗礼堂讲坛的著名雕塑家尼古拉·皮萨诺，为他们的创始人建造新墓。他当然负责设计新的石棺，但在1265年，他又负责另一项任务：锡耶纳主教座堂的讲坛。因此只有前侧是由他的作坊完成，其中部分由尼古拉·皮萨诺本人完成，但大部分是由他的助手拉波·迪·莱切乌托（Lapo di Ricevuto）完成。最初长方形石棺装饰的是女像柱人物。后来重新设计石棺时，它们被拆卸，现在散布在好几个博物馆里：天使米迦勒和加百列现藏于伦敦维多利亚和阿尔伯特博物馆；雕像信仰现藏于巴黎卢浮宫；一组三执事现藏于佛罗伦萨巴杰罗美术馆；另一组则藏于波士顿美术馆。
1411年，石棺被搬到了教堂中间。1469年至1473年间，尼科洛·德尔阿尔卡和几位其他艺术家在石棺的平顶上加了冠冕。其中包括年轻的米开朗基罗，他在此留下了三尊小型雕像：博洛尼亚的主保圣人圣白托略（San Petronio） 、烛台天使和圣保古吕（San Procolo），令人想起他十年后创作的大卫像。
1532年，阿方索·伦巴第在石棺和祭坛之间增加了一个台阶。
现在的圣多明我小堂由博洛尼亚建筑师弗洛里亚诺·安布罗西尼于1597年开始重建，取代了1413年建造的哥特式小堂。多明我会想要为他们的创始人建造一个小堂，与那些已存在的奢华的小堂相配。圣多明我的荣耀（1613-1615 年）圆顶上，描绘圣人升入天堂的湿壁画是圭多·雷尼的巴洛克杰作，此壁画的艺术价值与圣多明我墓的艺术价值相匹配。
最后在18世纪，整个石棺被放在大理石祭坛上。在在坟墓后面的小堂，有放置圣多明我头颅的黄金圣物箱，是雅科波·罗斯托·达·博洛尼亚（1383年）的杰作。

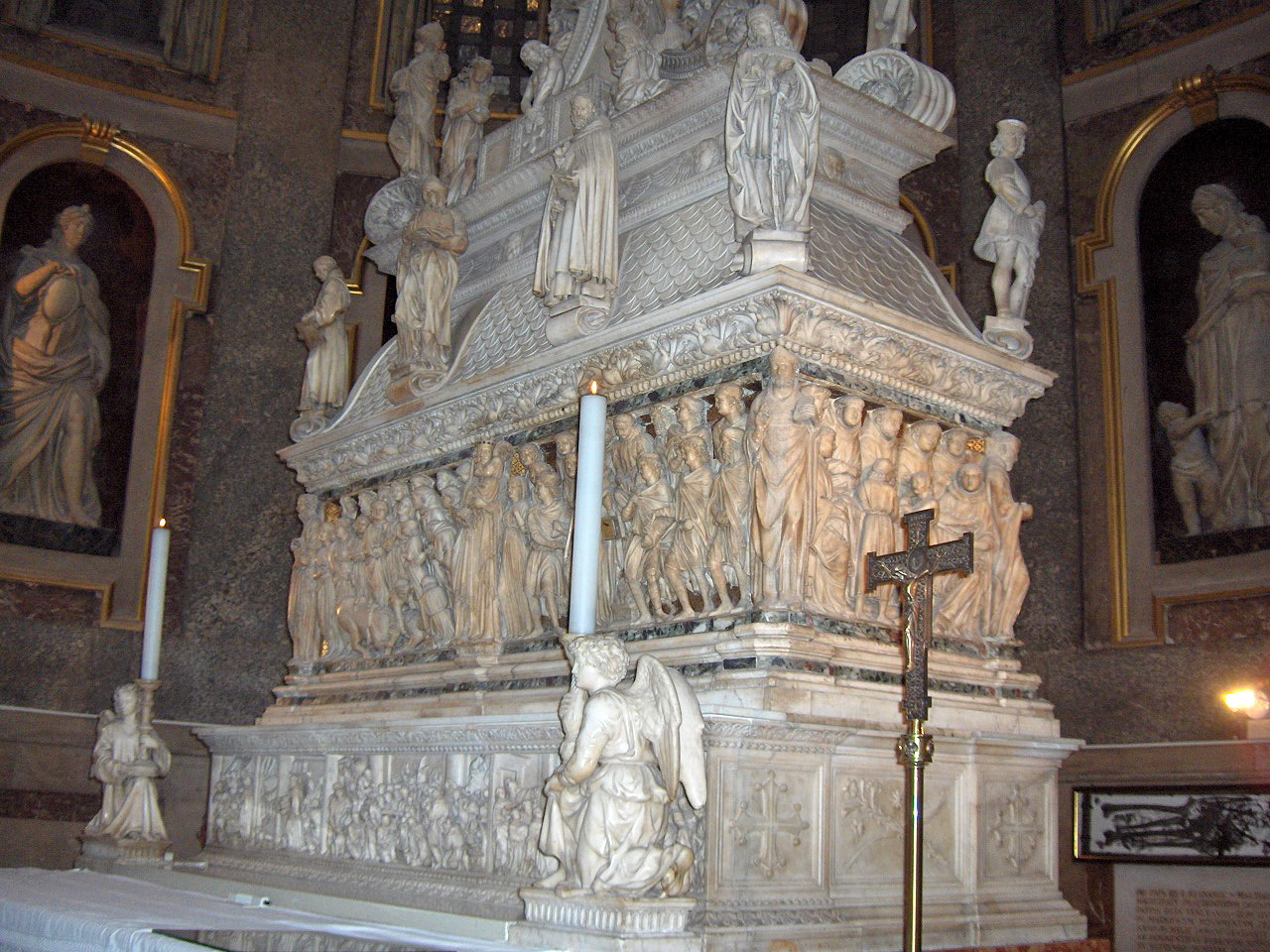
石棺前侧

## 石棺
石棺是小堂的中间部分，也是最古老的部分。里面是圣多明我的遗骸，在一个柏树棺材中，而他的头颅保存在背面的圣物箱内。尼古拉·皮萨诺，因比萨洗礼堂的讲坛而闻名，在1264年受聘建造这个石棺。他负责设计，而由他的工作室完成，因为1265年，他又获得了另一项任务：锡耶纳主教座堂的讲坛。
他的工作室完成了石棺的前侧，部分由尼古拉·皮萨诺自己完成，但大部分由他的助手拉波·迪·莱切乌托和另一位著名的雕塑家阿诺尔福·迪·坎比奥完成。多明我会修士比萨的古列尔莫做出了一点贡献（1270年设计了皮斯托亚圣若望堂的讲坛）。一位匿名的第五大师也参与其中。中世纪的雕塑，在如此大型的委托上，由几位雕塑家进行合作，是很正常的做法。

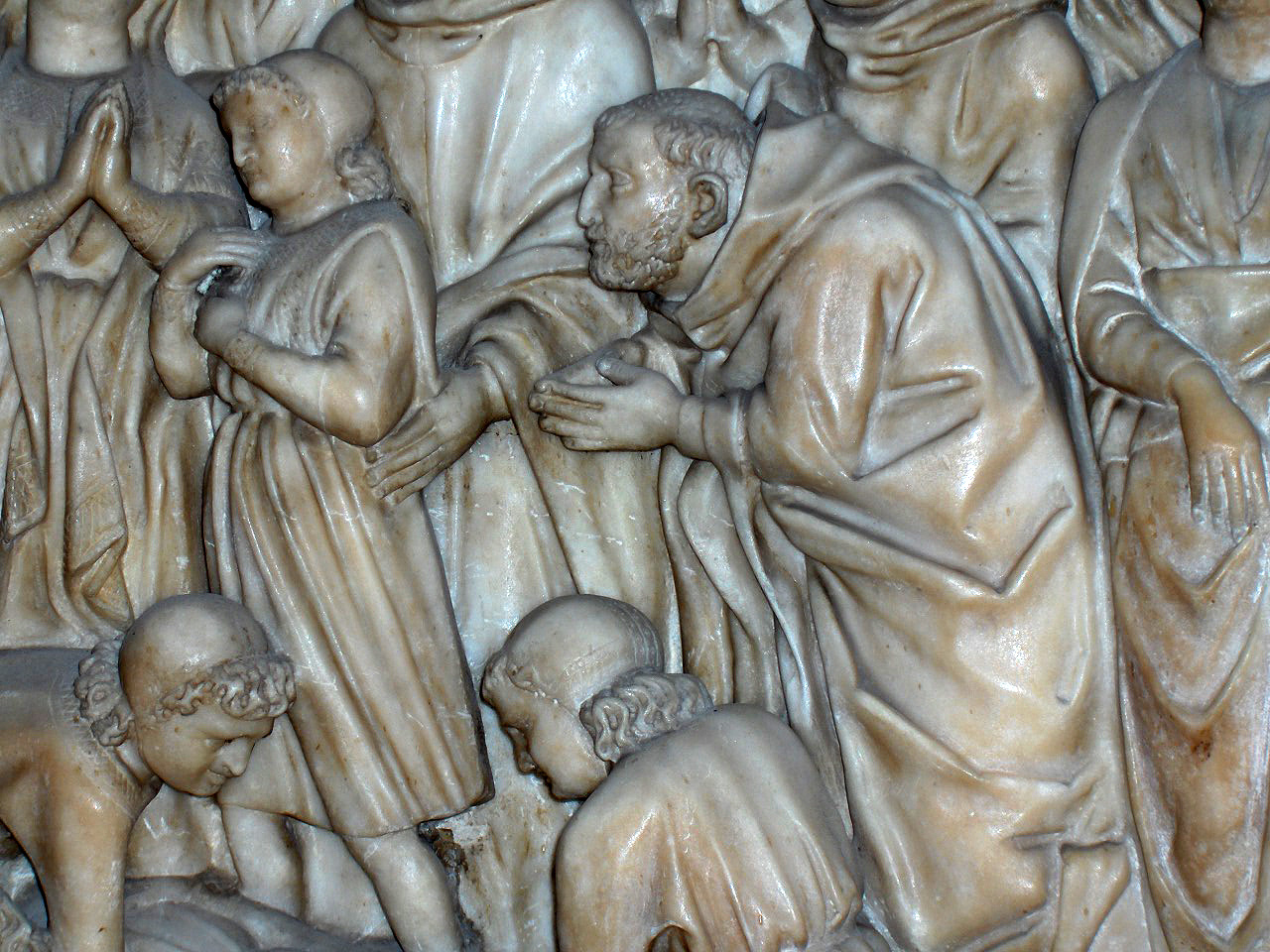

石棺工程于1267年完成。这座石棺最初由女像柱支撑，成为其他几座陵墓的典范：米兰圣欧斯托焦圣殿的维罗纳的圣伯铎墓、帕多瓦圣儒斯蒂娜圣殿的圣路加墓（1316年），以及 乌迪内真福贝特兰多（约1334-1350）墓。
石棺的六块系列雕板叙述了圣多明我的生平和奇迹。石棺的两侧是四位教会圣师的浮雕。
以下场景按从左到右和逆时针顺序排列：
- 左端转角：宗徒保禄。
- 圣多明我使从马上摔下的年轻的拿破仑·奥西尼复活：圣多明我富有表现力的脸，与前面雕板上的脸如此不同，被归为阿诺尔福·迪·坎比奥的作品。
- 书被火拒绝的奇迹，演绎了多明我在法国南部方若传教，反对阿尔比派的故事。
- 在右端转角，圣多明我与书和祸害。
- 由于多明我的代祷，天使把面包带给修士们，代表了圣人的一个早期奇迹。
- 石棺背面有两个场景（每个场景三个情节），以基督救世主雕像分隔。
  - 左边，博洛尼亚修道院的创始人真福奥尔良的雷其诺的生平、真福答应圣多明我进入修会、真福生病、圣母医治他，赐给他修会的会衣
  - 右侧：圣多明我请求英诺森三世批准修会、教宗梦到圣人支持拉特朗大殿、教宗批准成立修会。
- 右端转角：多明我会规的制定者圣奥斯定的浮雕。

## 顶部

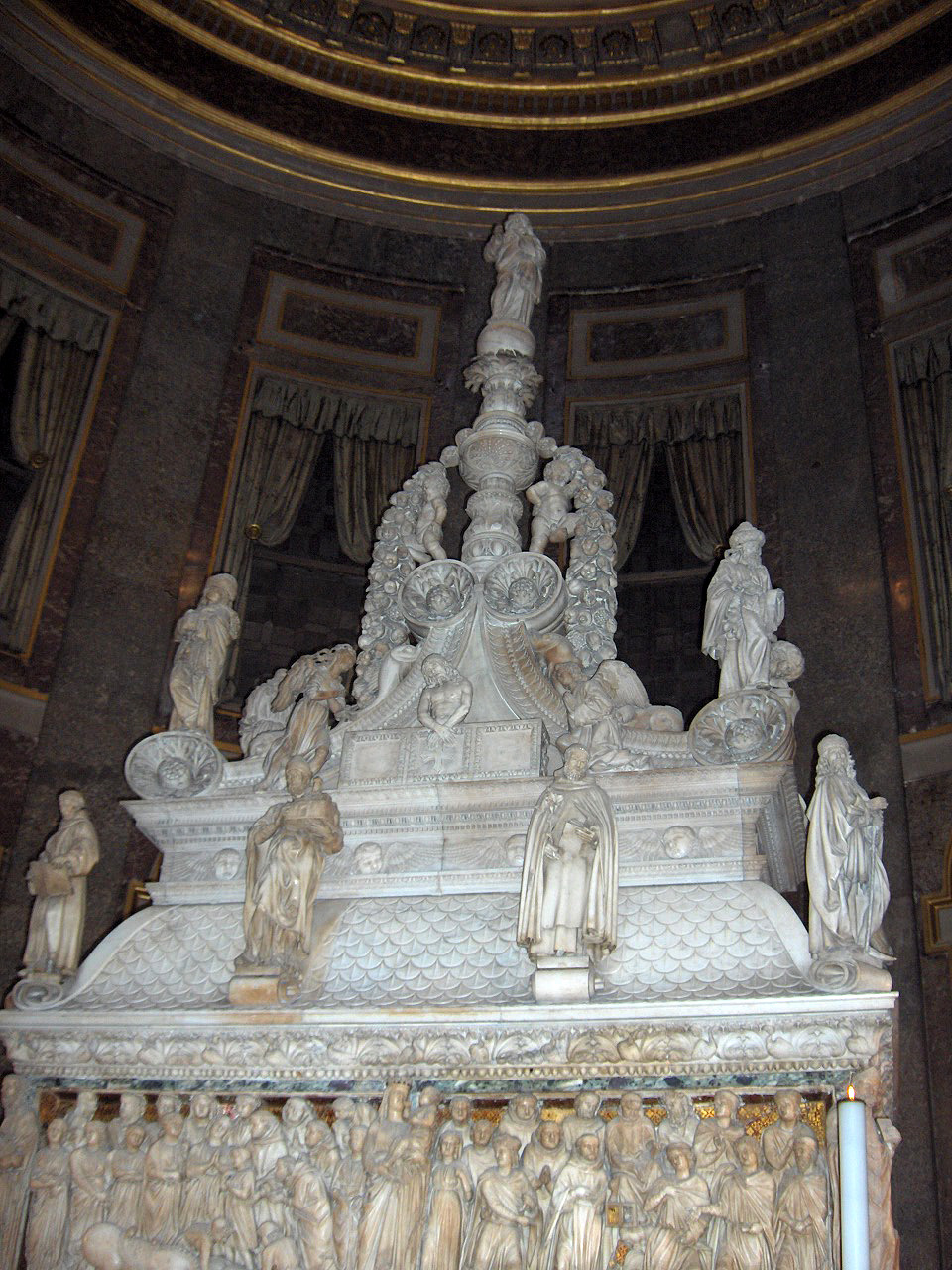

1469 年，尼科洛达巴里（Niccolé da Bari）受托为石棺添加顶部。这个精心设计的尖顶工作一直持续到1473年。但不清楚为什么尼科洛没有完成他的合同，即使他确实断断续续地继续合同，直到1494年去世。
在烛台顶部，矗立着令人印象深刻的"永恒之父"雕像。手持烛台的是两个天使，象征天空，四个海豚，象征海洋，覆盖着垂花饰和水果，象征陆地。
在基座的檐口中间，是一个小《圣殇》，两侧有两个有翅膀的天使（报喜天使和受难天使），而四个角落站着四位身着东方长袍的福音书著者。半月的下层环绕着几个独立的人物，是博洛尼亚的主保圣人：圣方济各、圣白托略（由尼科洛开始，1494年由年轻的米开朗基罗完成）、圣多明我和圣福里安。在背面矗立着圣亚纳、圣若翰洗者（由吉罗拉莫·科尔泰利尼于1539年雕刻）、圣维大理和圣保古吕 (米开朗基罗, 1494 – 这座雕像的相似性和姿势表明，他当时可能已经设想了大卫像）。

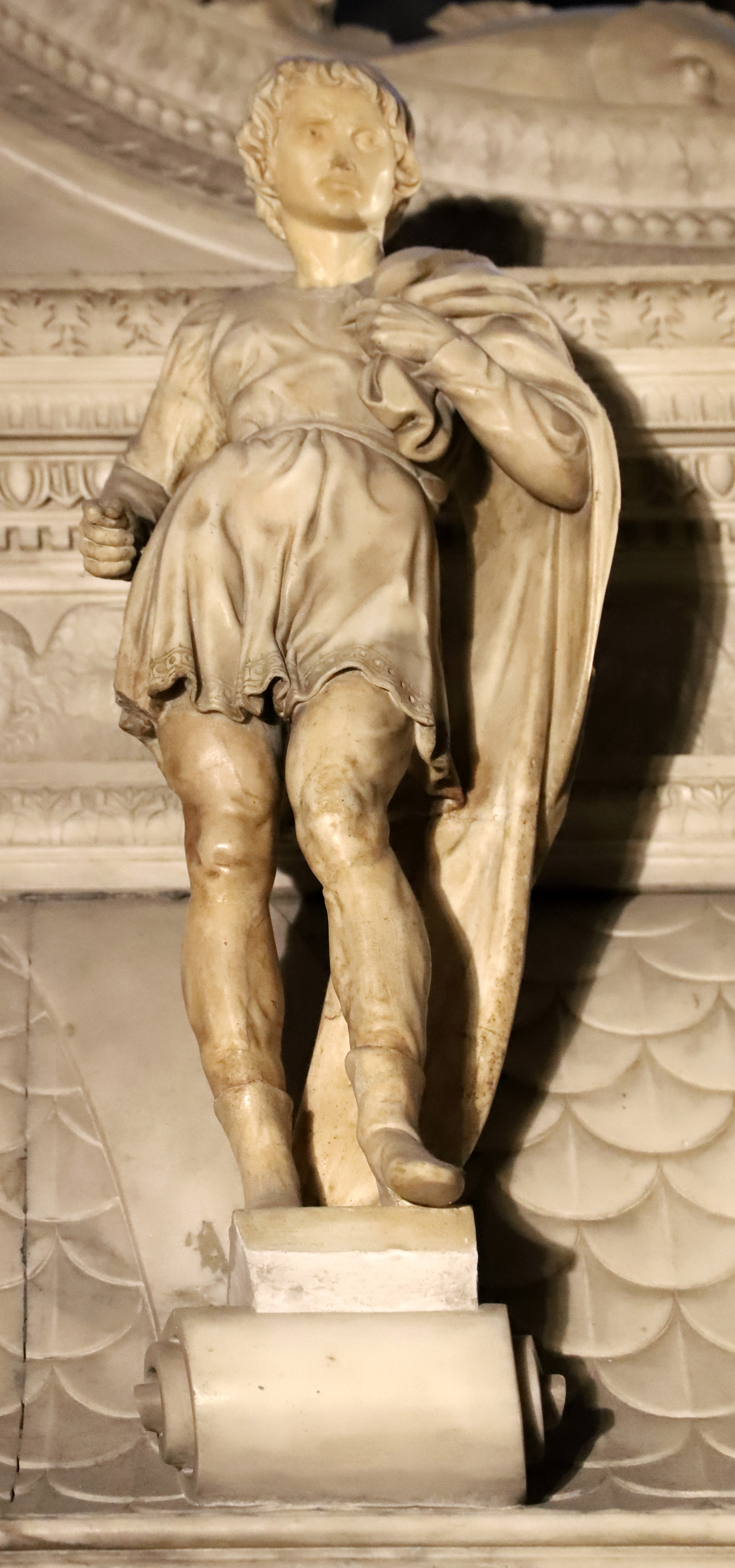
圣保古吕，米开朗基罗

在石棺下面的圣坛石顶板，左侧的烛台天使是尼科洛的作品，而右侧年轻健壮的烛台天使是米开朗基罗.的作品。米开朗基罗得到了赞助人弗朗切斯科·阿尔多夫兰迪支付的三十达克特。
由于他钦佩这部辉煌的杰作，改名为尼科洛·德尔阿尔卡。艺术评论家认为，在这部杰作中，融合了各种影响：勃艮第、佛罗伦萨和非托斯卡纳（如服装细节）。这些雕像表达他们的情感的方式，以及衣服和头发的样式，类似雅科波·德拉·奎尔西亚的风格。

## 台阶
台阶介于石棺和圣坛石顶板之间，是陵墓的第三个补充。它由阿方索·伦巴第（1497–1547年）于1532年雕刻。它再次描绘圣多明我一些生平事迹。
- 前面（左侧）圣多明我的出生、年轻的多明我睡在地板上作为忏悔、圣多明我出售珍贵的羊皮纸来帮助穷人，展示他的慈善（在巴伦西亚学习时）
- 前面（中部）三博士来朝
- 前面（右侧）圣徒在基督和圣母支持的梯子上被带到天堂。

## 祭坛
大理石祭坛是陵墓最后添加的部分。它由毛罗·泰西（1730–1766 年）设计，后来由亚历山德罗·萨尔蒂奥蒂于1768 年建造。在圣坛石顶板上，有两个手持烛台的天使雕像，左侧的是尼科洛·德尔阿尔卡的作品，右侧的是米开朗基罗的作品。

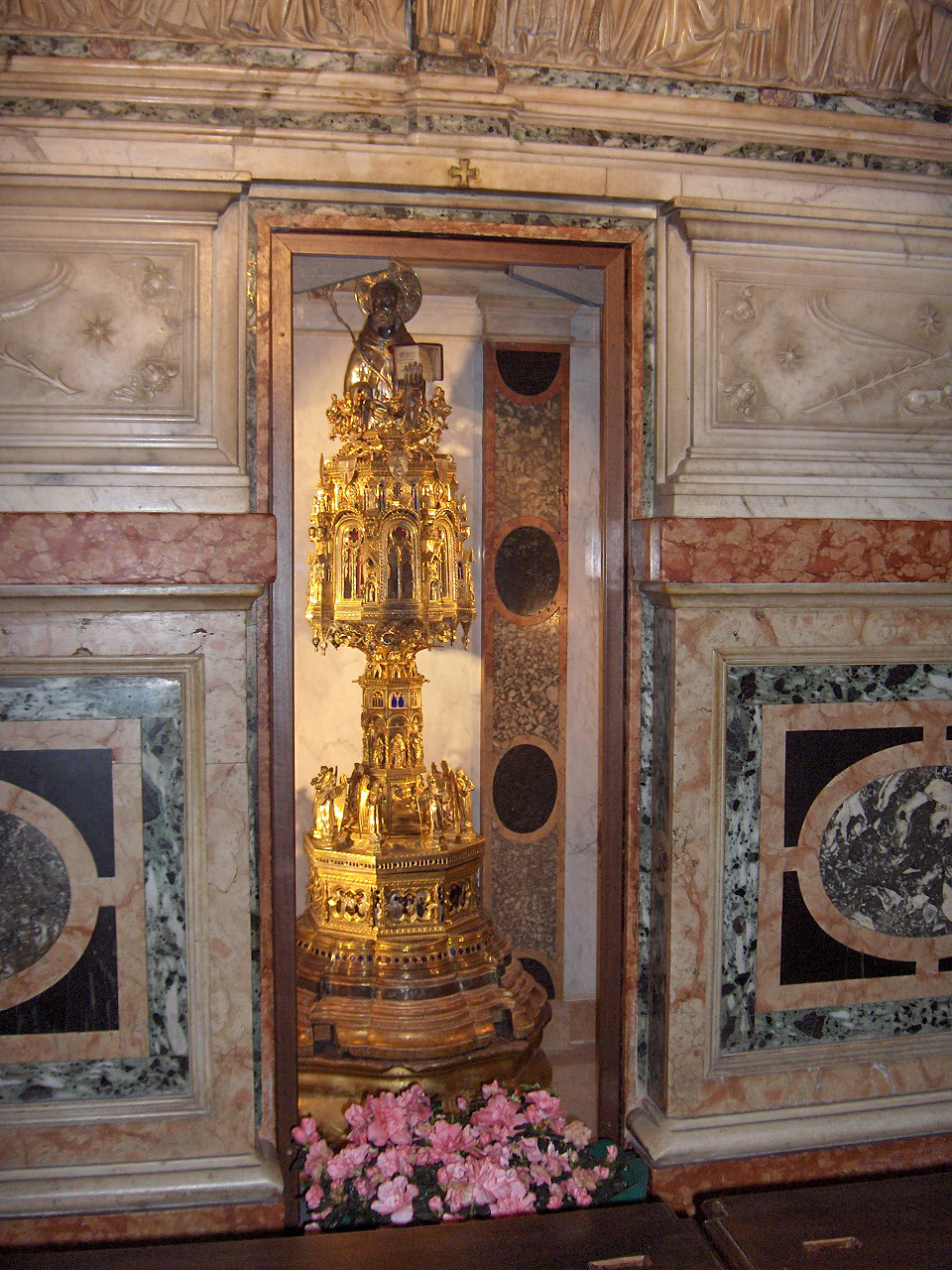
圣物箱

正面于1768年在帕尔马的巴蒂斯塔·布达德工作室雕刻，主题是圣多明我的葬礼，由卡洛·比安科尼（1732-1802年）设计。

## 圣物箱
在祭坛后面，石棺下方是一个小堂，由青铜格子保护，里面珍贵的圣物箱藏有圣多明我的头颅。这件金银的杰作是金匠雅科波·罗塞托·达博洛尼亚（1383年）的作品。其八角形底座上装饰着精致的釉质面板，描绘圣人的生平事迹。